# Sphex argentinus
Sphex argentinus är en biart som beskrevs av Ernst Ludwig Taschenberg 1869.
Sphex argentinus ingår i släktet Sphex och familjen grävsteklar. Inga underarter finns listade i Catalogue of Life.